# Ionești (Gorj)
Ioneşti è un comune della Romania di 2548 abitanti, ubicato nel distretto di Gorj, nella regione storica dell'Oltenia.
Il comune è formato dall'unione di 4 villaggi: Gura Șușiței, Iliești, Ionești, Picu.